# Porto de Zea

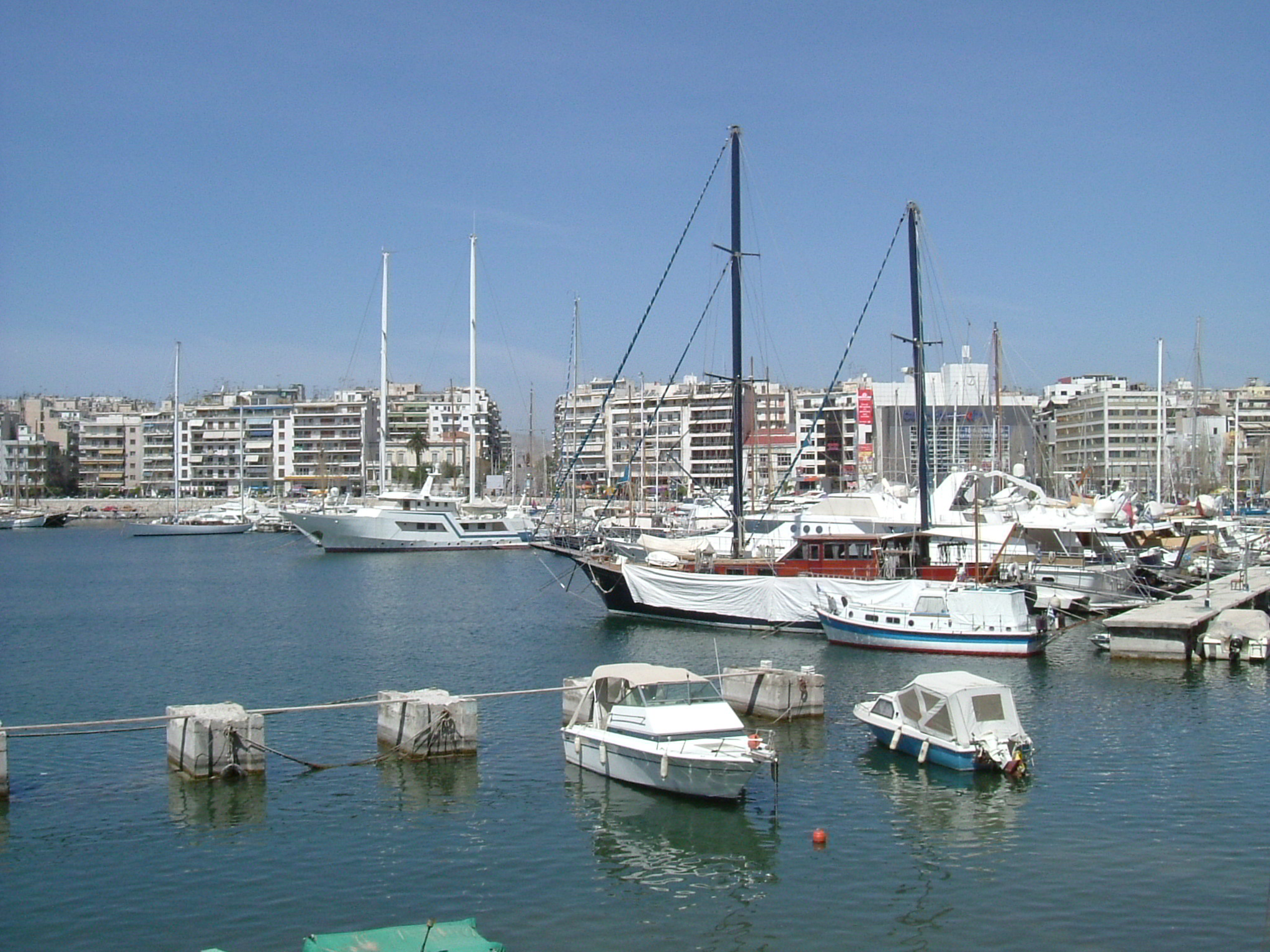
Porto de Zea.

O porto de Zea ou Pasalimani (Λιμένας Ζέας em grego) é o segundo maior porto do Pireu, com a sua forma característica circular.
Na Grécia Antiga, era o maior porto militar de Atenas. Os outros dois eram Munichia e Cantaro.
Em 1896, durante os Jogos Olímpicos, o porto de Zea sediou as competições de natação.